# میدس د آراگن
میدس د آراگن (به اسپانیایی: Miedes de Aragón) یک دهستان در اسپانیا است که در استان ساراگوسا واقع شده‌است. میدس د آراگن ۵۵ کیلومتر مربع مساحت و ۴۹۶ نفر جمعیت دارد.